# جون فوغارتي
جون فوغارتي (بالإنجليزية: John Fogarty)‏ هو لاعب كرة قاعدة أمريكي، ولد في 24 مايو 1864 في سانت لويس في الولايات المتحدة، وتوفي بنفس المكان في 21 فبراير 1918.

## وصلات خارجية
- جون فوغارتي على موقعبيزبول رفرنس.كوم (الدوري الرئيسي) (الإنجليزية)